# Apollonia (Schiff, 1968)
Die Apollonia ist eine 1968 gebaute Yawl, entworfen von Bill Tripp Jr. und gebaut bei Johann de Dood & Sohn in Bremen.

## Das Boot
Die Apollonia ist eine 17,31 Meter lange und 4,10 m breite Yawl, ein Zweimaster mit einer maximal möglichen Segelfläche von 235 Quadratmetern. Das Boot trug zuvor den Namen Wappen von Bremen und war der gleichnamigen Segelkameradschaft „Das Wappen von Bremen“ abgekauft worden. Ihr Schwesterschiff ist die Hamburg VII des Hamburger Verein Seefahrt (HVS).

## Ereignisse
An Bord der Segelyacht Apollonia ereignete sich 1981 ein zweifaches Tötungsdelikt mit einem weiteren schwerverletzten Opfer. Der Täter wurde später gefasst und verurteilt. Der Fall erlangte mediale Aufmerksamkeit. Der damals 35-jährige Eigner beabsichtigte, sie zusammen mit seiner Freundin und anderen Seglern in die Karibik zu überführen und anschließend zu verchartern. Auf Gran Canaria verließ die Crew das Schiff. Um das Vorhaben trotzdem durchzuführen, nahm der Eigner einen Mitsegler und dessen Freundin sowie zwei junge Männer als zahlende Gäste an Bord.
Im Verlauf der Atlantiküberquerung kam es zu Schwierigkeiten unter den Reisenden. Der Mitsegler erschoss am frühen Abend des 13. Dezember 1981 den Eigner und dessen Freundin. Einen der beiden weiteren Mitreisenden verletzte er schwer. Die Leichen der Getöteten wurden in der karibischen See zurückgelassen.
Die Segelyacht lief kurz vor Weihnachten auf Barbados ein. Den örtlichen Behörden wurden Unwahrheiten mitgeteilt, der Plan des Täters ging zunächst auf. Nachdem er jedoch versuchte, die Hinterbliebenen des Mordopfers um Geld zu prellen, begannen in Bremen Ermittlungsarbeiten zum Hergang der Ereignisse. Der Täter wurde schließlich durch Aussagen seiner Freundin und des verletzten Mitreisenden überführt. Im Jahr 1982 wurde er zu zweimal lebenslanger Freiheitsstrafe plus 15 Jahre verurteilt. Seine Freundin erhielt wegen Beihilfe zum Mord eine Freiheitsstrafe von drei Jahren. Die Haftstrafe saß der Verurteilte in der Justizvollzugsanstalt Fuhlsbüttel in Hamburg ab. Während der Haft gelang ihm eine Flucht, jedoch griff ihn die Polizei im Ruhrgebiet wieder auf. 2002 wurde er nach 17 Jahren Haft entlassen.
Die Apollonia wurde in der Karibik zunächst weiter eingesetzt, bis sie acht Jahre später im Hurrikan Hugo sank. Ein amerikanischer Liebhaber restaurierte das Schiff zehn Jahre lang und fuhr sie danach in der Karibik. 2015 lag das Schiff im St. David’s Harbour, Grenada und sollte verkauft werden. Während des Hurrikans Irma wurde die Yacht beschädigt und anschließend für die Antigua Classic Regatta 2018 repariert. 2023 nahm sie an der Antigua Classic Yacht Regatta teil und liegt zum Verkauf derzeit in Antigua.

## Crew
| Die Crew der Apollonia auf der letzten Reise |             |       |                                                                  |
| Aufgabe                                      | Name        | Alter | Verbleib                                                         |
| Kapitän und Eigner                           | Herbert K.  | 36    | verschollen                                                      |
| Freundin des Kapitäns                        | Gabriele H. | 25    | verschollen                                                      |
| Navigator                                    | Paul T.     | 42    | überlebt und zu zweimal lebenslänglich plus 15 Jahren verurteilt |
| Freundin des Navigators                      | Dorothea P. | 37    | überlebt und zu drei Jahren Freiheitsstrafe verurteilt           |
| Zahlender Gast                               | Dieter G.   | 29    | überlebt                                                         |
| Zahlender Gast                               | Michael W.  | 26    | überlebt verletzt                                                |

## Mediale Rezeption
Die ARD bereitete den Vorfall in ihrer Reihe Die großen Kriminalfälle in Folge 4 von Staffel 4 unter dem Titel Mord in der Karibik – Die Todesfahrt der „Apollonia“ filmisch auf. Die Erstausstrahlung erfolgte am 8. März 2004.
Im Deezer-Podcast Das Böse wird der Fall in einer fünfteiligen Serie in kurzen Folgen von jeweils ca. 8 bis 10 Minuten nacherzählt.
Der Funk-Podcast Mordlust bespricht in seiner 73. Folge die Geschehnisse an Bord.

## Klage gegen denSpiegel
Der Täter klagte nach seiner Freilassung gegen den Spiegel, weil in dem Nachrichtenmagazin sein voller Name genannt worden war und archivierte Ausgaben des Magazins seit 1999 im Internet zugänglich sind. 2011 entschied das Oberlandesgericht Hamburg, der Name müsse entfernt werden, die Namensnennung sei stigmatisierend und verstoße gegen sein Persönlichkeitsrecht. Diese Entscheidung hob der Bundesgerichtshof 2012 auf. Der Mann legte Verfassungsbeschwerde ein. Mit Beschluss vom 6. November 2019 (1 BvR 16/13 – Recht auf Vergessen I) hob das Bundesverfassungsgericht das Urteil des Bundesgerichtshofs vom 13. November 2012 – VI ZR 330/11 – auf und verwies die Sache an den Bundesgerichtshof zurück, da das Urteil den Beschwerdeführer in seinem Grundrecht aus Artikel 2 Absatz 1 in Verbindung mit Artikel 1 Absatz 1 des Grundgesetzes verletze.
Am 22. September 2020 hat der Bundesgerichtshof (VI ZR 476/19) auf Revision der Beklagten das Urteil des 7. Zivilsenats des Oberlandesgerichts Hamburg vom 1. November 2011 aufgehoben. Die Sache wird zur neuen Verhandlung und Entscheidung, auch über die Kosten des Revisionsverfahrens, an das Berufungsgericht zurückverwiesen.